# Haus Wittgenstein

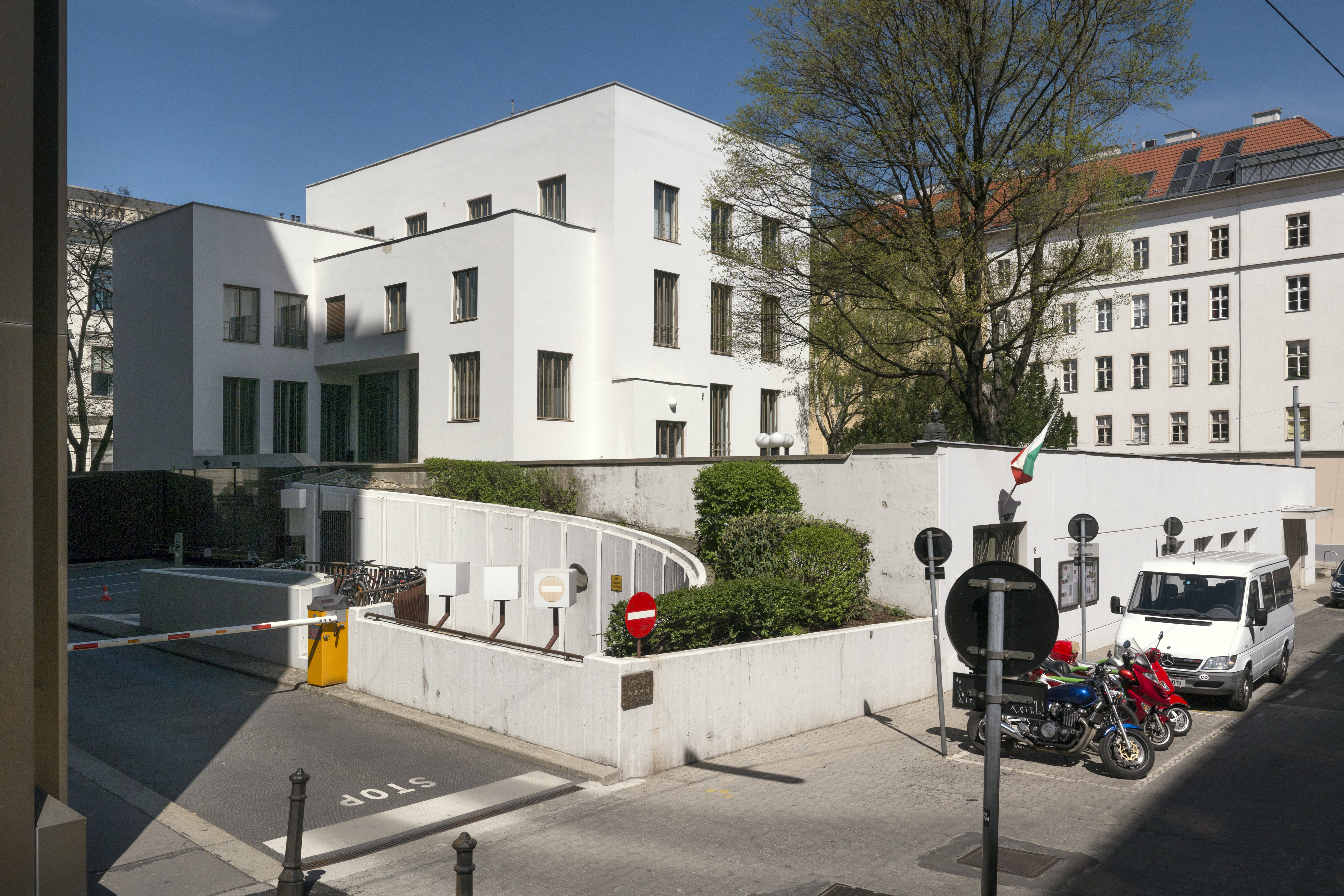
Haus Wittgenstein im heutigen Umfeld

Das Haus Wittgenstein ist ein Gebäude im 3. Wiener Gemeindebezirk Landstraße, das ursprünglich als Wohnpalais für Margarethe Stonborough-Wittgenstein diente. Es wurde von ihrem Bruder, dem Philosophen Ludwig Wittgenstein in Zusammenarbeit mit dem Architekten Paul Engelmann, einem Schüler von Adolf Loos, entworfen.
Mit der Planung wurde 1925 begonnen, Ende 1928 wurde das Haus bezogen. Margarethe Stonborough-Wittgenstein bewohnte es bis zu ihrem Tod im Jahre 1958, ausgenommen die Periode ihres Exils in den USA (1940–1947). Ihr Sohn Thomas Stonborough verkaufte es 1971 an den Bauunternehmer Franz Katlein, für den sich der Grundstückswert nach einer Umwidmung für Hochhausbauten auf das Dreifache erhöhte. Auf dem Grundstück sollte ein Hochhaus des Hauptverbandes der Sozialversicherungsträger entstehen. Nach heftigen Protesten, zu denen auch eine Petition namhafter Wiener Architekten gehörte, wurde das Haus Wittgenstein unter Denkmalschutz gestellt, der alte Garten wurde jedoch abgeholzt und das Hochhaus in unmittelbarer Nachbarschaft der Villa errichtet. 1975 erwarb die Volksrepublik Bulgarien das Haus. Heute dient es nach einigen baulichen Veränderungen als bulgarisches Kulturinstitut. Das benachbarte Bürogebäude des Hauptverbandes wurde 2018–19 generalsaniert, es erhielt dabei eine helle, auf das Wittgenstein-Haus bezugnehmende Fassade, die das Gebäude in neues Licht rückt. Das wurde in einem Fachorgan als „Versöhnung mit dem Wittgensteinhaus“ publiziert.
Das Haus Wittgenstein folgt dem Stil der Moderne und erinnert äußerlich stark an die Architektur des Bauhauses. 

„Ludwig zeichnete jedes Fenster, jede Tür, jeden Riegel der Fenster, jeden Heizkörper mit einer Genauigkeit, als wären es Präzisionsinstrumente und in den edelsten Maßen, und er setzte dann mit seiner kompromisslosen Energie durch, dass die Dinge auch mit der gleichen Genauigkeit ausgeführt wurden“

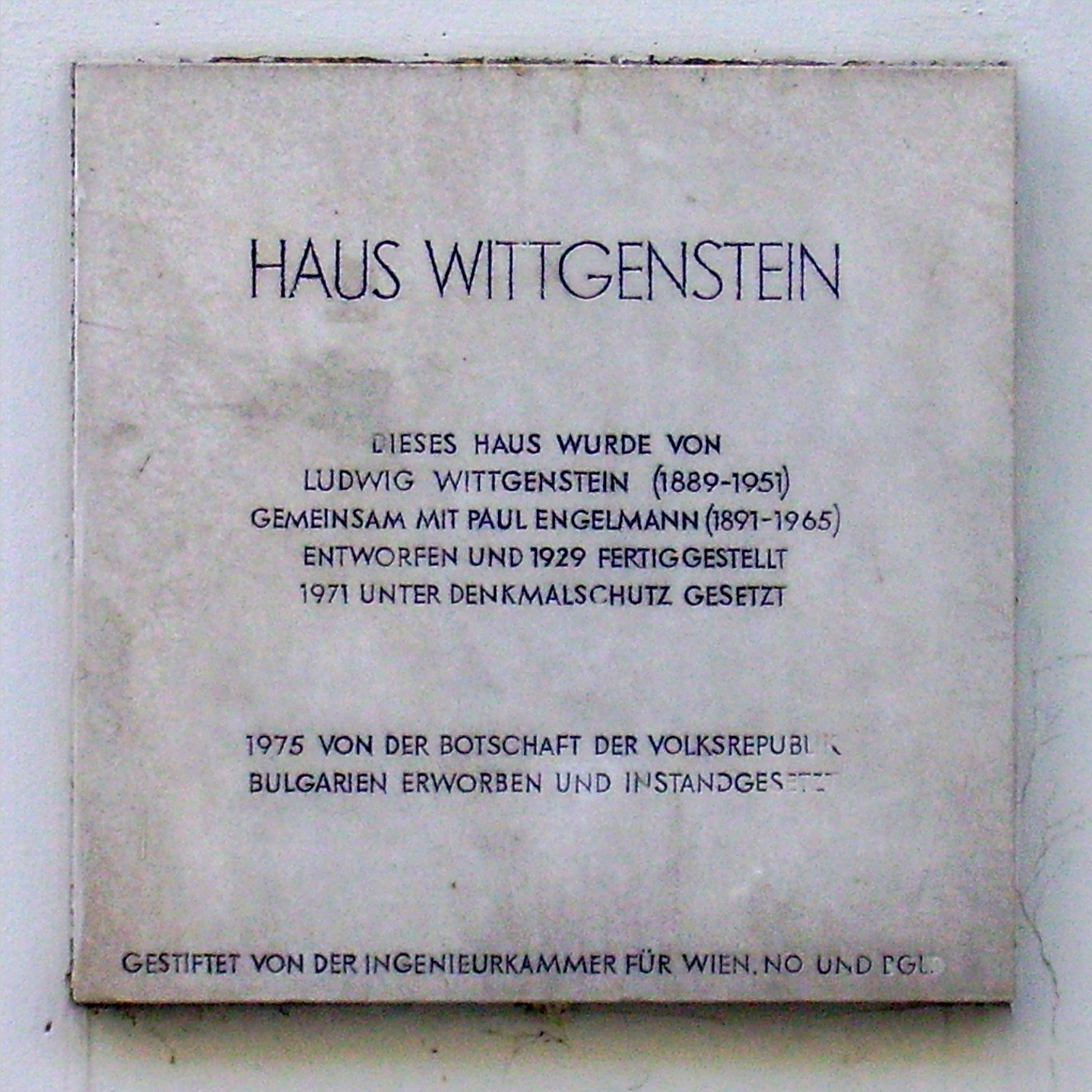
Gedenktafel
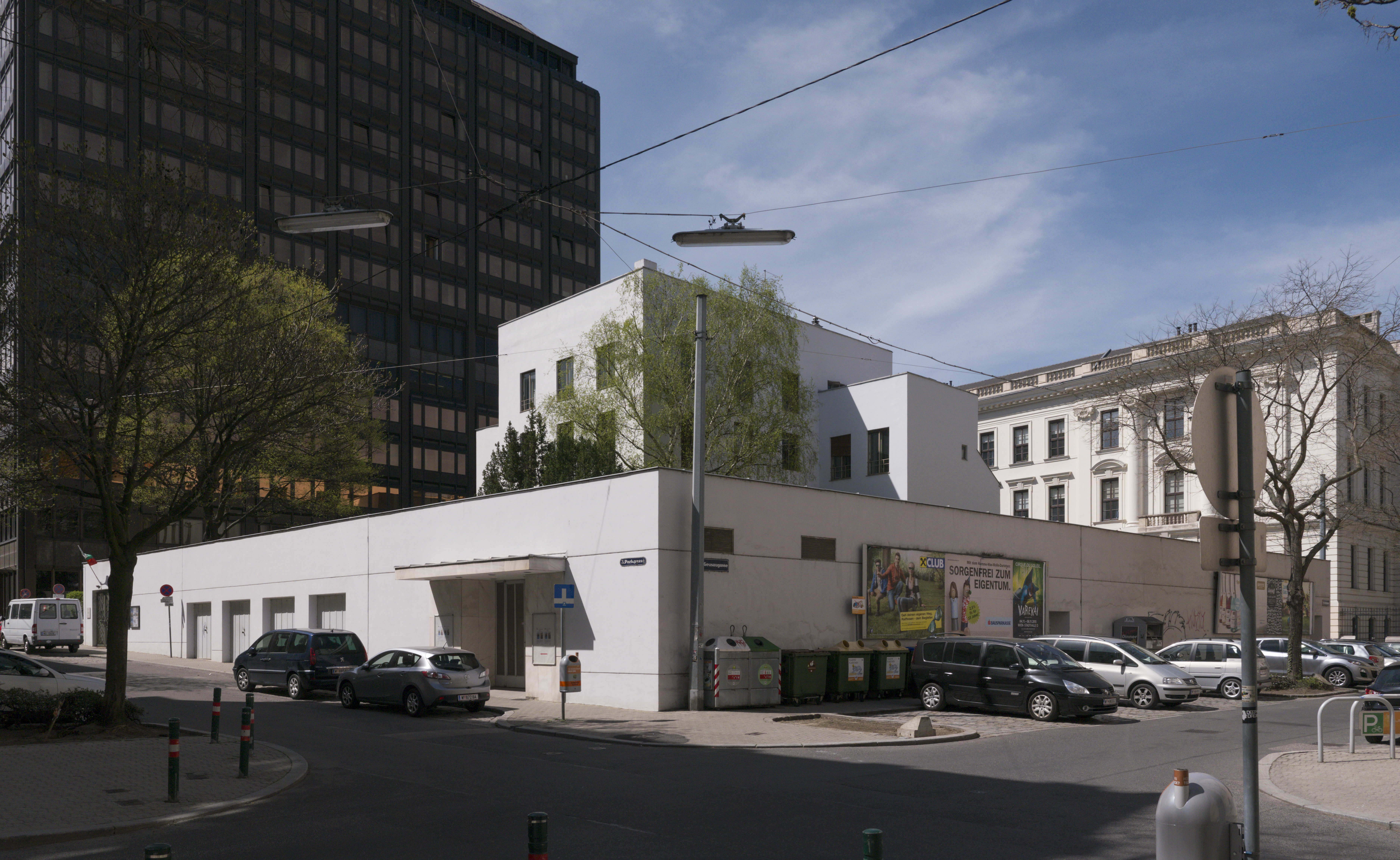
Das Haus Wittgenstein von der Geusaugasse aus (Nachbarhaus noch mit der Fassade bis 2018)
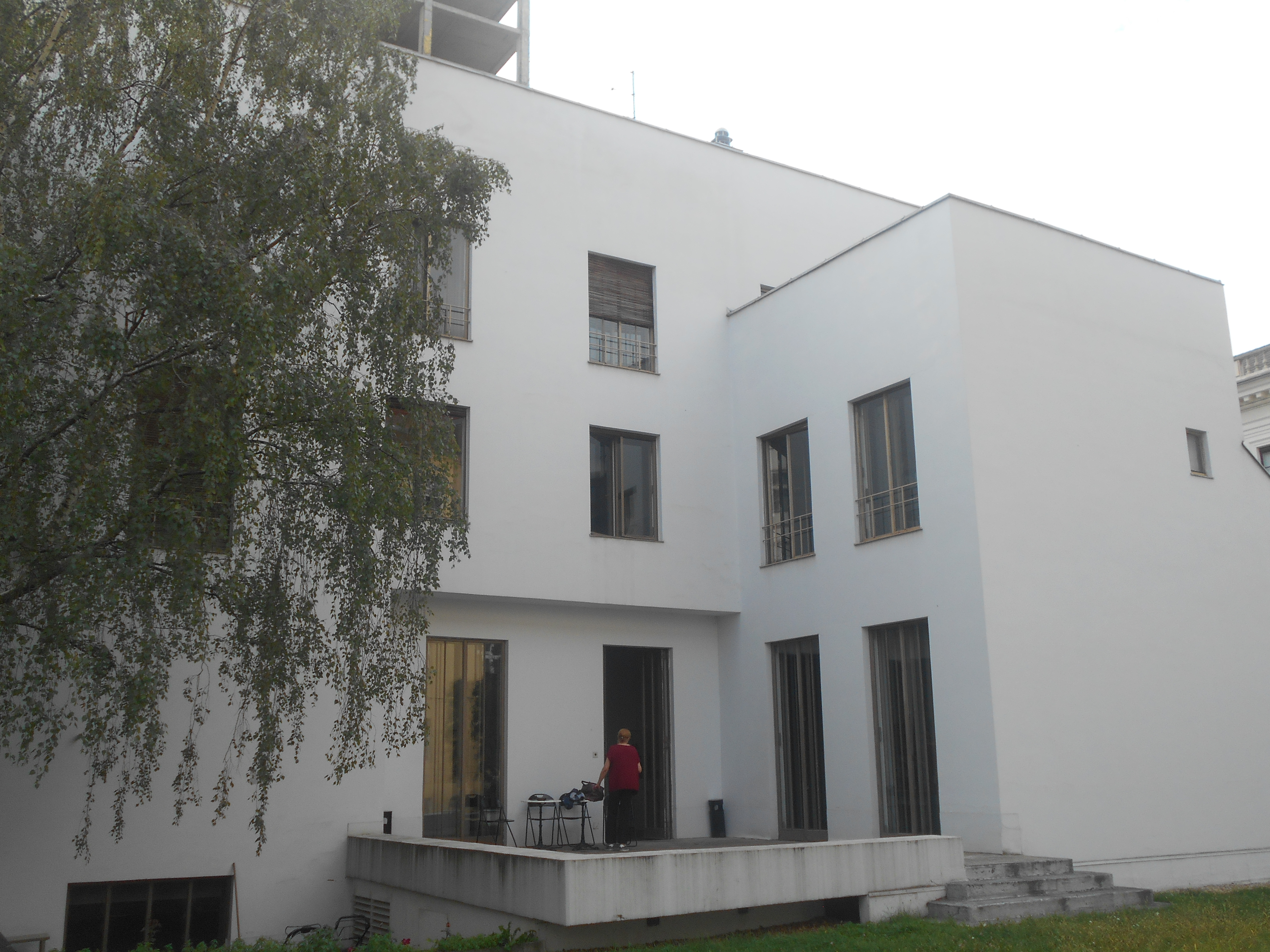
Ansicht vom Garten aus